# Аркавское (Белопольский район)
Аркавское (укр. Аркавське) — село,
Жовтневенский поселковый совет,
Белопольский район,
Сумская область,
Украина.
Код КОАТУУ — 5920655301. Население по переписи 2001 года составляет 58 человек .

## Географическое положение
Село Аркавское находится между реками Вир и Сумка (5-6 км).
На расстоянии до 2-х км расположены посёлок Зоряное и село Бутовщина.
В 1-м км от села проходит газопровод Уренгой-Ужгород.
Рядом проходит автомобильная дорога Т-2504.